# Bennington (Schiff, 1891)
Die USS Bennington war ein Kanonenboot der United States Navy, das in den 1890er Jahren in Dienst gestellt wurde. Das Schiff, benannt nach der Schlacht von Bennington, gehörte der aus drei Einheiten bestehenden Yorktown-Klasse an und wurde als drittes Schiff ihrer Klasse im Juni 1888 Kiel gelegt. Der Bauauftrag wurde zunächst an die in Philadelphia (US-Bundesstaat Pennsylvania) sitzende Werft von N. F. Palmer & Company vergeben, die ihrerseits den Bau des Rumpfes der Delaware River Iron Shipbuilding and Engine Works in Chester (Pennsylvania) übertrug. Die Bennington lief am 3. Juni 1890 von Stapel und wurde am 20. Juni 1891 als Gunboat No. 4 in Dienst gestellt. Die Baukosten betrugen etwa 490.000 US-Dollar (nach heutigem Wert rund 11,8 Millionen US-Dollar). Erster Kommandant der Bennington war Commander Royal B. Bradford.

## Technik und Bewaffnung
Die 74,49 m lange und 10,97 m breite Bennington besaß einen Stahlrumpf sowie drei Masten mit Schoner-Takelage, deren Segelfläche 590 Quadratmeter betrug. Die Maschinenanlage bestand aus vier kohlenbefeuerten und (befüllt) je rund 42 Tonnen schweren Dampflokomotivkesseln sowie zwei horizontal eingebauten dreizylindrigen Dreifachexpansionsmaschinen, die über zwei Wellen zwei Propeller von 3,2 m Durchmesser antrieben. Je zwei der 5,41 m langen Kessel, die ursprünglich vermutlich mit einem Druck von 160 Pfund pro Quadratzoll (11 bar) hätten betrieben werden sollen, standen in einer eigenen wasserdichten Abteilung. Später wurde der Betriebsdruck auf 135 bis 140 psi (9,5 bar) abgesenkt. Die Maschinenleistung betrug 3.392 PSi.
Falls es von der Wetterlage her möglich war und kein Zeitdruck bestand, sollte die Bennington gesegelt werden, um Kohle zu sparen und so die Reichweite zu erhöhen. Während die Höchstgeschwindigkeit unter Segeln bei etwa 7 kn lag, erreichte die Bennington unter Dampf eine Höchstgeschwindigkeit von 17,5 kn. Dieses Ergebnis wurde bei Probefahrten erzielt, im späteren Einsatz dürfte die Geschwindigkeit bei etwa 16,5 kn gelegen haben. Für gewöhnlich befand sich ein Kohlenvorrat von 390 ts an Bord, mit welchem das Schiff eine Reichweite von bis zu 4300 Seemeilen bei 10 kn hatte.
Die Bennington war vergleichsweise schwer bewaffnet, so war die Bewaffnung, sechs 15,2-cm-Geschütze L/30 Mark 3, stärker als die von vielen anderen Kanonenbooten zu jener Zeit und auch teilweise noch stärker als die von manchem Kreuzer während des Ersten Weltkrieges. Die Geschütze waren in der Lage, eine 47,7 Kilogramm schwere Granate über eine Distanz von maximal 16.460 m zu feuern. Die Feuerrate lag bei etwa 1,5 Schuss in der Minute. Je zwei der Geschütze standen nebeneinander und in separaten Lafetten auf der Back und hinter den Aufbauten auf dem Poopdeck. Zwei weitere Kanonen waren zu beiden Schiffsseiten untergebracht. Alle Geschütze waren mit Turmschilden ausgestattet, die einen 76 mm starken Panzerschutz besaßen. Die leichtere Bewaffnung setzte sich aus vier 5,7-cm-Kanonen des Modells Hotchkiss und ebenfalls vier 3,7-cm-Maxim-Nordenfelt-Maschinenkanonen (1-Pfünder L/42,5 Mark 6) zusammen. Daneben befanden sich zwei Gatling-Repetiergeschütze an Bord.

## Einsatzzeit
Nach der Indienstnahme absolvierte das Kanonenboot zunächst Probe- und Trainingsfahrten, ehe es im Herbst 1891 der neu aufgestellten sogenannten Squadron of Evolution der US-Marine zugeteilt wurde. Diese Squadron, die aus den ersten neuen und modernen amerikanischen Kriegsschiffen mit Stahlrümpfen bestand, nachdem seit dem Sezessionskrieg eine Zeitlang keine neuen Kriegsschiffe mehr gebaut worden waren und die Flotte stark verkleinert worden war, setzte sich aus drei Geschützten Kreuzern und drei Kanonenbooten, darunter die Bennington, zusammen.

### Dienstzeit von 1891 bis 1898
Im November 1891 lief die Squadron of Evolution von New York aus zu einer Besuchsreise nach Brasilien aus. Die Bennington verblieb danach vorläufig in südamerikanischen Gewässern und absolvierte dort Patrouillendienste, ehe sie im Juli 1892, im Vorfeld der Feiern zum Aufbruch von Kolumbus nach der Neuen Welt 400 Jahre zuvor, nach Europa verlegte und unter anderem spanische und italienische Häfen besuchte. Am 18. Februar 1893 verließ die Bennington Cádiz mit einem Nachbau der Karavelle Pinta (einem der Schiffe von Kolumbus während seiner ersten Entdeckungsreise) in Schlepp und brachte diesen im Kontext der Feierlichkeiten nach Havanna auf Kuba, wobei während der Fahrt die Kanaren und die Niederländischen Antillen angelaufen wurden. Am 26. März 1893 kehrte das Kanonenboot nach den Vereinigten Staaten zurück und lief in Hampton Roads ein.
In der Folgezeit wurde die Bennington für einen längeren Einsatz auf Auslandsstationen vorbereitet und zwischen Mai und August 1893 auf der New York Naval Shipyard einer Grundüberholung unterzogen. Nachdem es am Columbian Naval Review teilgenommen hatte, lief das Kanonenboot erneut nach Europa aus und verblieb bis Februar 1894 im Mittelmeer, ehe es im gleichen Monat nach dem Pazifik detachiert wurde. Die Bennington verlegte daraufhin quer über den Atlantik, passierte Anfang April 1894 Kap Hoorn und erreichte schließlich, nachdem unter anderem in Valparaíso Kohlen ergänzt worden waren, am 30. April 1894 die Mare Island Naval Shipyard in Kalifornien. Für beinahe vier Jahre verblieb das Kanonenboot auf der Pazifikstation, wobei es einen relativ ereignislosen Dienst als Patrouillenschiff vor der Westküste von Süd- und Mittelamerika absolvierte. 1895 und 1897 erfolgten zudem zwei Fahrten nach Hawaii.

### Spanisch-amerikanischer Krieg und Besetzung von Wake
Im Zusammenhang mit dem Ausbruch des Spanisch-Amerikanischen Krieges im April 1898 wurde die Bennington vor die kalifornische Küste beordert und übernahm dort Sicherungsdienste. Sie wurde indessen während des gesamten Konfliktes nicht in Kampfhandlungen verwickelt. Im Anschluss wurde das Kanonenboot nach den Philippinen detachiert, um dort bei der Absicherung dieser neu von Spanien gewonnenen Kolonie zu helfen.
Am 17. Januar 1899, während sich die Bennington auf dem Weg nach den Philippinen befand, nahm die Besatzung des Kanonenbootes das unbewohnte Atoll Wake auf direkte Order des damaligen US-Präsidenten William McKinley für die Vereinigten Staaten in Besitz, um dort eine Telegrafen-Station einzurichten.

### Philippinisch-amerikanischer Krieg
Nachdem die Bennington am 22. Februar 1899 in Manila eingelaufen war, beteiligte sie sich in den nachfolgenden zwei Jahren an der Niederschlagung des Aufstandes der philippinischen Unabhängigkeitsbewegung, wobei das Kanonenboot unter anderem Küstenbefestigungen der Aufständischen nahe Legazpi beschoss. Am 12. September 1899 gelang der Bennington zudem die Aufbringung des Rebellen-Küstenfrachters Parao südöstlich von Luzon. Bis Sommer 1901 verblieb das Kanonenboot in philippinischen Gewässern, wobei allerdings zeitweilig und zum Zweck von notwendigen Reparaturen Hongkong und das japanische Yokohama angelaufen wurden. Im Sommer 1901 schließlich verlegte die Bennington, nach einem Zwischenstopp in Shanghai, nach den Vereinigten Staaten zurück und wurde dort am 5. September 1901 auf der Mare Island Naval Shipyard vorübergehend in die Reserve versetzt. Während das Kanonenboot sich in der Reserve befand, wurde der mittlere Mast entfernt und die Gatling-Geschütze kamen von Bord.

### Dienstzeit von 1903 bis 1905
18 Monate später, am 2. März 1903, wurde die Bennington, mittlerweile unter dem Kommando von Commander Chauncey Thomas, wieder in den aktiven Dienst genommen. In den folgenden zwei Jahren absolvierte das Kanonenboot Wach- und Patrouillenfahrten vor der gesamten Westküste der Vereinigten Staaten und Mittelamerikas, wobei auch die Gewässer vor Alaska und um die Aleuten im Norden und Panamas im Süden zu den Einsatzgebieten zählten. Im Frühjahr 1905 folgte eine bis Anfang Juli 1905 dauernde Besuchsreise nach Hawaii.

## Die Kesselexplosion am 21. Juli 1905

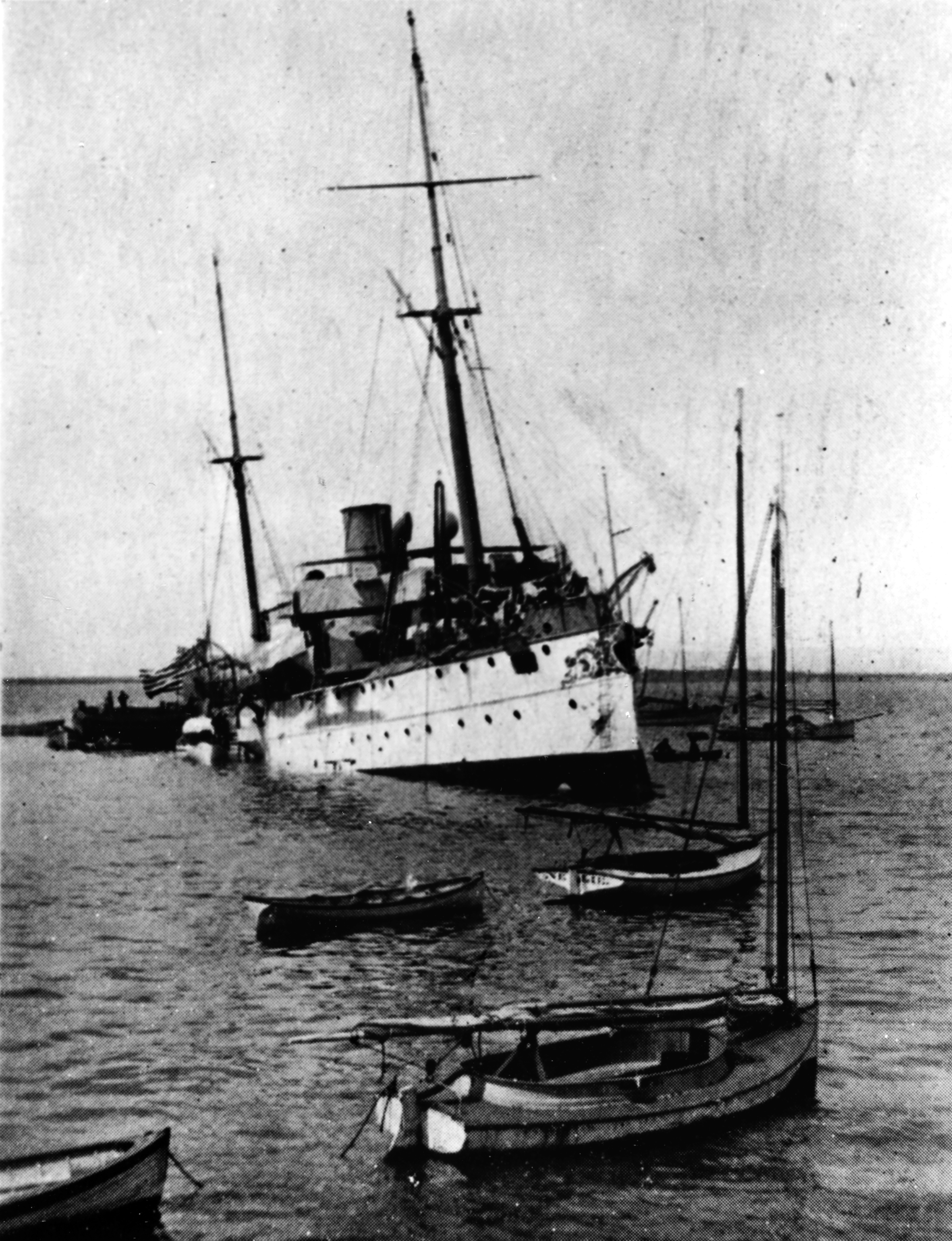
Die nach der Kesselexplosion auf Grund gesetzte Bennington im Hafen von San Diego (Juli 1905).

Am Morgen des 21. Juli 1905 erhielt die im Hafen von San Diego liegende Bennington den Auftrag, dem Monitor Wyoming zu Hilfe zu kommen, welcher vor Port Hartford einen Propeller verloren und einen Maschinenschaden erlitten hatte. Noch während die Besatzung der Bennington Dampf aufmachte, explodierte um 10.28 Uhr der vordere Kessel auf der Steuerbordseite, wobei die Vorderseite des Kessels mitsamt der Feuerbüchse abgesprengt wurde. Der Kessel wurde aus seinen Verankerungen gerissen und nach achtern geschleudert, wobei er die Schottwand zum dahinter liegenden Kesselraum durchschlug und dort auf den hinteren Steuerbordkessel traf, welcher daraufhin ebenfalls explodierte. Durch die verheerenden Detonationen wurden Teile des Oberdecks aufgerissen und Trümmer sowie Besatzungsangehörige ins Wasser geschleudert. Beinahe alle Besatzungsangehörigen in den Kesselräumen wurden getötet, zudem drang, da sämtliche Dampfleitungen in den Kesselräumen aufgerissen waren, Heißdampf in die oberhalb des vorderen Kesselraums liegenden Mannschaftsquartiere und in die Kombüse ein, wobei zahlreiche Seeleute schwer verbrüht wurden. Ferner wurden auf der Steuerbordseite Löcher unterhalb der Wasserlinie in den Rumpf gerissen. Schnell einflutendes Wasser löschte zwar glücklicherweise die Brände, die den Munitionsraum des 15,2-cm-Geschützes auf der Steuerbordseite bedrohten, so dass es zu keinen weiteren Folgeexplosionen kam, sorgte aber rasch für eine zunehmende Schlagseite. Um ein Sinken des Kanonenbootes zu verhindern, kam der Schlepper Santa Fe heran und schleppte den Havaristen zu einer nahen Sandbank, wo die Bennington auf Grund gesetzt wurde. 
Insgesamt wurden bei der Katastrophe 66 Seeleute getötet und 46 verletzt, 14 davon schwer. Das kleine Hospital in San Diego war mit der Versorgung der vielen Verletzten und vor allem der Brandverletzungen zunächst überfordert, weswegen von Freiwilligen Notlazarette eingerichtet werden mussten.
Zur Einordnung des Desasters: Die Opferzahlen an Bord der Bennington übertrafen die personellen Verluste der United States Navy während des gesamten Spanisch-Amerikanischen Krieges. Die Kesselexplosion an Bord der Bennington war und ist die zweitschwerste Katastrophe der amerikanischen Marine in Friedenszeiten. Insgesamt elf Angehörige der Besatzung wurden später für ihre Rettungsbemühungen und für ihr Verhalten während des Unglückes mit der Medal of Honor ausgezeichnet. Zum Gedenken an die Getöteten wurde im Januar 1908 auf dem Fort Rosecrans National Cemetery in San Diego, wo die meisten Opfer bestattet sind, ein 18 m hoher Obelisk errichtet.

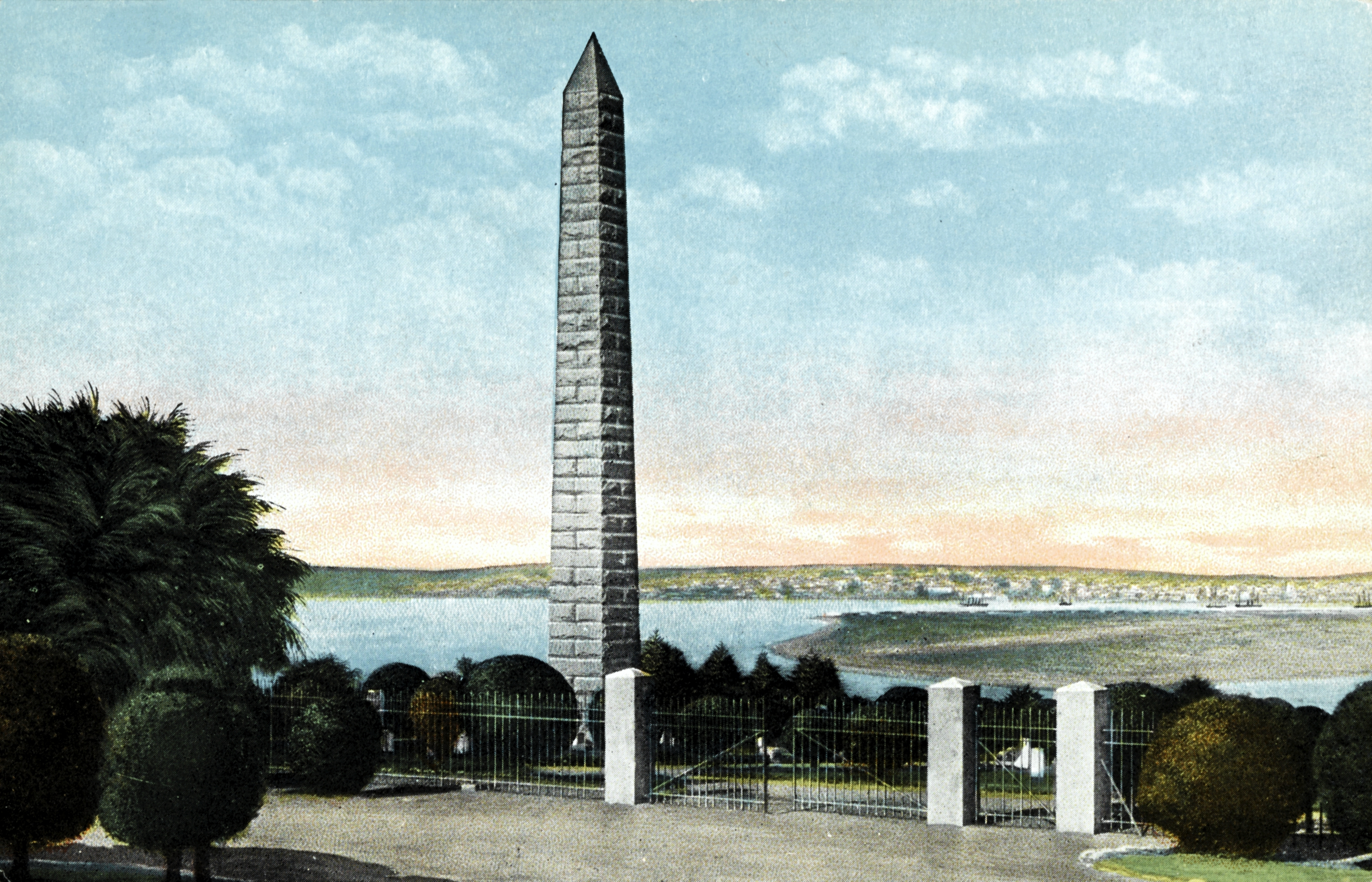
Der 1908 auf dem Fort Rosecrans National Cemetery zum Gedenken an die Opfer errichtete Obelisk.

### Rekonstruktion des Unglücks
Am 28. Juli 1905 begann in San Diego ein Untersuchungsausschuss der US-Marine, bestehend aus Commander Holland N. Stevenson, Captain Thomas S. Phelps und Captain Edwin K. Moore, mit der Aufarbeitung der Katastrophe und mit der Ursachenforschung. Der Ausschuss legte seinen Abschlussbericht am 21. August 1905 vor. In diesem wurde festgestellt, dass die beiden achteren Kessel der Bennington am Morgen des 21. Juli 1905 unter Dampf standen, die beiden vorderen Kessel indessen mit neuem Speisewasser befüllt werden mussten, welches jedoch mit Ölresten verunreinigt war. Nach dem Anheizen der Kessel wurde beim Steuerbordkessel weiterhin versehentlich zunächst das Ventil geschlossen, welches das Manometer mit dem Kessel verband und nicht jenes, das für die Luftregelung zuständig war. So kam es zu einem beständigen Druckanstieg im Kessel, der jedoch nicht auf dem Manometer angezeigt wurde. Gegen 10.00 Uhr zeigte das Manometer am Backbordkessel 135 Pfund pro Quadratzoll Betriebsdruck, am Steuerbordkessel war auf dem Manometer jedoch immer noch kein Druckaufbau erkennbar. Infolgedessen wurde der Kessel verstärkt angeheizt. Normalerweise hätte ein Sicherheitsventil am Steuerbordkessel bei einem Druck von 145 Pfund pro Quadratzoll den Dampf automatisch abblasen müssen, doch war dieses Ventil aus nicht mehr genau zu klärenden Gründen defekt und versagte. Die Folge war ein unkontrollierbarer Druckanstieg im vorderen Steuerbordkessel. Gegen 10.26 Uhr bemerkte ein Kohlenschaufler ein kleines Leck in der Feuerbüchse des Kessels und informierte einen Vorgesetzten. Noch bevor Gegenmaßnahmen eingeleitet werden konnten, erfolgte um 10.28 Uhr die Explosion.

## Verbleib des Schiffes
Die Bennington wurde nach der schweren Explosion nicht mehr wieder in Dienst genommen. Das Kanonenboot wurde später zur Mare Island Naval Shipyard abgeschleppt und dort, da eine Reparatur als nicht mehr lohnend angesehen wurde, am 31. Oktober 1905 außer Dienst gestellt. Das Schiff blieb für rund fünf Jahre auf der Werft liegen und wurde schließlich am 10. September 1910 aus dem Schiffsregister gestrichen. Obgleich noch 1910 zum Verschrotten verkauft, wurde das ehemalige Kanonenboot indessen 1912 an die Matson Navigation Company verkauft, die es nach Hawaii schleppen ließ und dort bis 1924 als stationäre Barge für die Frischwasserversorgung nutzte. 1924 wurde die ehemalige und mittlerweile zunehmend verrottende Bennington schließlich vor Oʻahu selbst versenkt.

## Trivia
Auch das zweite Schiff in der Geschichte der amerikanischen Marine, welches auf den Namen Bennington getauft wurde, der im August 1944 in Dienst genommene Flugzeugträger Bennington – ein Schiff der Essex-Klasse –, erlitt bei zwei Explosionskatastrophen teils schwere Personalverluste. So explodierte am 27. April 1953 auf dem Träger das Heißdampf-Rohr eines Kessels, wobei elf Besatzungsangehörige ums Leben kamen.
Am 26. Mai 1954 explodierte weiterhin aus bis heute nicht genau geklärten Gründen, obgleich sehr wahrscheinlich aufgrund eines Lecks im Hydrauliksystem des betreffenden Katapults, der sich im Bugbereich auf der Backbordseite befindende H-8-Flugzeugkatapult des Trägers Bennington. Die Explosion tötete 103 Besatzungsangehörige und verwundete über 200, womit dies hinsichtlich der Opferzahlen bis heute die schwerste Katastrophe der United States Navy in Friedenszeiten darstellt.